# Minor Planet Center
El Minor Planet Center (abreviat MPC; en català, "centre de planetes menors") és l'organització oficial a nivell mundial encarregada de recopilar dades observacionals per a planetes menors (com asteroides i cometes), calcular les seves òrbites i publicar aquesta informació a través de les Minor Planet Circulars. Sota els auspicis de la Unió Astronòmica Internacional (UAI), opera a l'Smithsonian Astrophysical Observatory (SAO), que forma part del Harvard-Smithsonian Center for Astrophysics juntament amb el Harvard College Observatory.
L'MPC executa una sèrie de serveis gratuïts en línia per als observadors per ajudar-los a observar planetes menors i cometes. El catàleg complet de les òrbites dels planetes menors (de vegades anomenat "Catàleg de planetes menors" -"Minor Planet Catalogue"-) també es pot descarregar lliurement. A més de les dades astromètriques, l'MPC recopila fotometria de corbes de llum de planetes menors. Una funció clau de l'MPC és ajudar els observadors a coordinar observacions de seguiment de possibles Objectes propers a la Terra (NEO) a través del seu formulari web i blog NEO. L'MPC també s'encarrega d'identificar i alertar a nous NEO amb un risc d'impactar la Terra en poques setmanes després del seu descobriment (vegeu Objectes potencialment perillosos i secció vídeos al final de la pàgina)

## Història
El Minor Planet Center es va crear a la Universitat de Cincinnati el 1947, sota la direcció de Paul Herget.:63 Després de la jubilació de Herget el 30 de juny de 1978,:67 l'MPC es va traslladar al SAO, sota la direcció de Brian G. Marsden.:67 Del 2006 al 2015, el director de l'MPC va ser Timothy Spahr, qui va supervisar a una plantilla de cinc persones. A partir de febrer de 2015, el Minor Planet Center està dirigit pel director interí, Matthew Holman.

## Publicacions periòdiques
L' MPC publica periòdicament observacions astromètriques de planetes menors, així com de cometes i satèl·lits naturals. Aquestes publicacions són les Minor Planet Circulars (MPCs), les Minor Planet Electronic Circulars (MPECs), i els Minor Planet Supplements (MPSs i MPOs). Podeu trobar un extens arxiu de publicacions en format PDF al lloc web del Minor Planet Center. La publicació més antiga de l'arxiu data de l'1 de novembre de 1977 (MPC 4937-5016).
- Minor Planet Circulars (M.P.C. o MPCs), establert el 1947, és una revista científica que generalment publica el Minor Planet Center en la data de cada lluna plena, quan la quantitat d'observacions comunicades és mínima a causa del cel nocturn més brillant. Les circulars contenen observacions astromètriques, òrbites i efemèrides de planetes menors, cometes i certs satèl·lits naturals. Les observacions astromètriques dels cometes es publiquen íntegrament, mentre que les observacions dels planetes menors es resumeixen mitjançant el codi de l'observatori (les observacions completes es donen ara al Suplement de Circulars de Planetes Menors -Minor Planet Circulars Supplement-). A les circulars s'anuncien noves numeracions i noms de planetes menors (vegeu també Nomenament de planetes menors), així com numeracions de cometes periòdics i satèl·lits naturals. Noves òrbites per cometes i satèl·lits naturals apareixen en les circulars; les noves òrbites per a planetes menors apareixen en el Suplement d'òrbita de planetes menors i cometes -Minor Planets and Comets Orbit Supplement- (vegeu més avall).

- El Minor Planet Electronic Circulars (MPECs) són publicats pel Minor Planet Center. Generalment contenen observacions de posició i òrbites de planetes menors inusuals, i tots els cometes. A aquestes circulars també apareixen llistes mensuals d'objectes inusuals observables, objectes distants observables, cometes observables i la llista crítica de planetes menors numerats. Actualització de l'òrbita quotidiana Els MPECs, emesos diàriament, contenen noves identitats i òrbites de planetes menors, obtingudes durant les 24 hores anteriors.
- El Minor Planets and Comets Supplement (MPS) es publica en nom de la Divisió F (Sistemes Planetaris i Bioastronomia) del Minor Planet Center de la UAI[11] by the Minor Planet Center.
- El Minor Planets and Comets Orbit Supplement (MPO) es publica en representació de la Divisió F de l'IAU pel Minor Planet Center.

## El MPC al cine
- En la pel·lícula Deep Impact, l'organisme científic a qui l'astrònom amateur pretén informar del descobriment d'un nou asteroide és el MPC.